# XX (album Mushroomhead)
XX – czwarty album studyjny amerykańskiej grupy muzycznej Mushroomhead.

## Lista utworów
1. Before I Die - 3:13
2. Bwomp - 6:26
3. Solitaire/Unraveling - 4:27
4. These Filthy Hands - 5:23
5. Never Let It Go - 4:41
6. Xeroxed - 2:57
7. The Wrist - 5:09
8. Chancre Sore - 2:36
9. The New Cult King - 5:10
10. Empty Spaces (cover Pink Floyd) - 1:51
11. Born of Desire - 4:01
12. 43 - 4:32
13. Fear Held Dear - 2:18
14. Too Much Nothing - 3:10
15. Episode 29 - 1:36
16. Bwomp (Extended version) - 9:58